# Bernicia
Bernicia (från brytoniskans Brynaich) var ett kungarike i norra England mellan 500-talet och 654. Dess residensstad var Bamburgh.
År 654 kom det att tillsammans med Deira bilda Northumbria.